# Martina Willing
Martina Monika Willing (Pasewalk, Alemania, 3 de octubre de 1959) es una atleta paralímpica alemana que compite en pruebas de campo. Es ciega y parapléjica. Hasta 1994 compitió en la clasificación F11 para atletas con discapacidad visual; después de su parálisis, regresó a la competencia como lanzadora sentada. Willing ha competido y ha sido medallista en ocho Juegos Paralímpicos: los siete juegos de verano desde 1992 en Barcelona (España) hasta 2016 en Río (Brasil), así como en los juegos de invierno de 1994 en Lillehammer (Noruega). Las complicaciones durante la cirugía de rodilla después de una caída en los Juegos Paralímpicos de Lillehammer la llevaron a su parálisis.
En mayo de 2017 rompió un récord mundial en lanzamiento de jabalina en las categorías F11 y F56, en la prueba del pentatlón en la clase P11.
Willing ganó el Premio al Logro Whang Youn Dai en 2000. Trabajó como bióloga, pero ahora se retiró.